# 白川洋一
白川 洋一（しらかわ よういち、1947年（昭和22年） - ）は、日本の医師。博士（医学）。前総合病院回生病院院長。愛媛大学名誉教授。

## 来歴・人物
香川県出身。香川県立観音寺第一高等学校、東京大学医学部医学科卒業。
専門分野は、致死的疾患の急性期治療、外傷の診断と治療、急性中毒の診断と治療、救急医療システム、災害医療。
1972年（昭和47年）東京大学医学部卒業後、1980年（昭和55年）「胆道閉塞解除後の胆汁分泌機序と胆汁酸排泄の臨床的意義に関する研究」で学位修得（東京大学 医学博士）。
大学病院での1年間の初期研修の後、東京都立墨東病院において3年間外科全般の修練を積む。その後、東京大学第一外科に入局し、玉熊正悦博士（のちに防衛医科大学校教授）に外科侵襲学の指導を受ける。
1983年（昭和58年）開講して間もない香川医科大学麻酔・救急医学講座（小栗顕二教授）に移り、附属病院救急部講師、助教授を経て、1996年（平成8年）愛媛大学医学部救急医学講座の初代教授に就任。
医学生や救急隊の教育に熱心に取り組み、医学生に救急医療の現状と課題を理解させるために、全国に先駆けて救急車同乗研修の導入を行った。また、阪神・淡路大震災発生直後は、自ら被災地に出向いて被災者の救護にあたるなど、その卓越した行動力は関係者からも高く評価を受けた。
2007年（平成19年）3月、愛媛大学医学部退官。2008年（平成20年）4月、医療法人財団大樹会 総合病院回生病院院長に就任。
2010年（平成22年）9月、救急業務への貢献を称える救急功労で、総務大臣表彰を授与された。
2013年（平成25年）洋洋こどもクリニック開設、院長に就任。2014年（平成26年）10月、洋洋クリニック（東京都）へ移転。

## 委員歴
- 1986年 - 日本救急医学会 評議員
- 2001年 - 日本救急医学会 専門医認定委員会委員
- 2003年 - 日本外科学会 専門医試験委員
- 2004年 - 日本中毒学会 理事
- 2004年 - 日本中毒学会  機関誌編集委員長[12]

## 著書
- 『救急医学』（金芳堂）（2004年）
- 『救急患者の診かた考え方―救急医療に携わる人のために』（金芳堂）（2013年）